# مستجذرة نيلية
مستجذرة نيلية (الاسم العلمي: Rhizobium indigoferae) هي نوع من البكتيريا، سلبية الغرام، تتبع جنس المستجذرة.